# Elezioni politiche in Italia del 1948
Le elezioni politiche in Italia del 1948 per il rinnovo dei due rami del Parlamento Italiano – la Camera dei deputati e il Senato della Repubblica – si tennero domenica 18 e lunedì 19 aprile 1948. Furono le prime elezioni della nascente Repubblica italiana.
La Democrazia Cristiana si aggiudicò la maggioranza relativa dei voti e quella assoluta dei seggi, caso unico nella storia della Repubblica. Questo straordinario successo rese il partito guidato da Alcide De Gasperi il punto di riferimento per l'elettorato anticomunista e il principale partito italiano per quasi cinquant'anni, fino al suo scioglimento nel 1994.
Netta fu la sconfitta del Fronte Democratico Popolare, lista che comprendeva sia il Partito Comunista Italiano sia il Partito Socialista Italiano. Con circa il 30% dei voti il fronte della sinistra fu fortemente ridimensionato rispetto alle precedenti elezioni. Su questo dato influì pesantemente la scissione socialdemocratica avvenuta un anno prima e guidata da Giuseppe Saragat. Sull'altro fronte la destra, ancora divisa tra liberali, monarchici e i neonati missini, ottenne risultati mediocri perdendo consensi rispetto alle precedenti elezioni.

## Sistema di voto
Le elezioni politiche del 1948 si tennero con il sistema di voto introdotto con il decreto legislativo luogotenenziale n. 74 del 10 marzo 1946, dopo essere stato approvato dalla Consulta Nazionale il 23 febbraio 1946. Concepito per gestire le elezioni dell'Assemblea Costituente previste per il successivo 2 giugno, il sistema fu poi recepito come normativa elettorale per la Camera dei deputati con la legge n. 6 del 20 gennaio 1948. Per quanto riguarda il Senato della Repubblica, i criteri di elezione vennero stabiliti con la legge n. 29 del 6 febbraio 1948 la quale, rispetto a quella per la Camera, conteneva alcuni piccoli correttivi in senso maggioritario, pur mantenendosi anch'essa in un quadro largamente proporzionale.
Difatti secondo la suddetta legge, i partiti presentavano in ogni circoscrizione una lista di candidati. L'assegnazione di seggi alle liste circoscrizionali avveniva con un sistema proporzionale utilizzando il metodo dei divisori con quoziente Imperiali; determinato il numero di seggi guadagnati da ciascuna lista, venivano proclamati eletti i candidati che, all'interno della stessa, avessero ottenuto il maggior numero di preferenze da parte degli elettori, i quali potevano esprimere il loro gradimento per un massimo di quattro candidati.
I seggi e i voti residuati a questa prima fase venivano raggruppati poi nel collegio unico nazionale, all'interno del quale gli scranni venivano assegnati sempre col metodo dei divisori, ma utilizzando ora il quoziente Hare naturale ed esaurendo il calcolo tramite il metodo dei più alti resti. Diversamente dalla Camera, la legge elettorale del Senato si articolava su base regionale, seguendo il dettato costituzionale (art.57).
Ogni regione era suddivisa in tanti collegi uninominali quanti erano i seggi a essa assegnati. All'interno di ciascun collegio, veniva eletto il candidato che avesse raggiunto il quorum del 65% delle preferenze: tale soglia, oggettivamente di difficilissimo conseguimento, tradiva l'impianto proporzionale su cui era concepito anche il sistema elettorale della Camera Alta. Qualora, come normalmente avveniva, nessun candidato avesse conseguito l'elezione, i voti di tutti i candidati venivano raggruppati in liste di partito a livello regionale, dove i seggi venivano allocati utilizzando il metodo D'Hondt delle maggiori medie statistiche e quindi, all'interno di ciascuna lista, venivano dichiarati eletti i candidati con le migliori percentuali di preferenza. Oltre ai senatori eletti, erano presenti anche 106 senatori di diritto.

### Circoscrizioni
Il territorio nazionale italiano venne suddiviso alla Camera dei deputati in 31 circoscrizioni plurinominali e al Senato della Repubblica in 19 circoscrizioni plurinominali, corrispondenti alle regioni italiane, e 232 collegi uninominali.

#### Circoscrizioni della Camera dei deputati

Le circoscrizioni per la Camera dei deputati.

Le circoscrizioni della Camera dei deputati furono le seguenti:
1. Torino (Torino, Novara, Vercelli);
2. Cuneo (Cuneo, Alessandria, Asti);
3. Genova (Genova, Imperia, La Spezia, Savona);
4. Milano (Milano, Pavia);
5. Como (Como, Sondrio, Varese);
6. Brescia (Brescia, Bergamo);
7. Mantova (Mantova, Cremona);
8. Trento (Trento, Bolzano);
9. Verona (Verona, Padova, Vicenza, Rovigo);
10. Venezia (Venezia, Treviso);
11. Udine (Udine, Belluno, Gorizia);
12. Bologna (Bologna, Ferrara, Ravenna, Forlì);
13. Parma (Parma, Modena, Piacenza, Reggio Emilia);
14. Firenze (Firenze, Pistoia);
15. Pisa (Pisa, Livorno, Lucca, Massa e Carrara);
16. Siena (Siena, Arezzo, Grosseto);
17. Ancona (Ancona, Pesaro, Macerata, Ascoli Piceno);
18. Perugia (Perugia, Terni, Rieti);
19. Roma (Roma, Viterbo, Latina, Frosinone);
20. L'Aquila (Aquila, Pescara, Chieti, Teramo);
21. Campobasso (Campobasso);
22. Napoli (Napoli, Caserta);
23. Benevento (Benevento, Avellino, Salerno);
24. Bari (Bari, Foggia);
25. Lecce (Lecce, Brindisi, Taranto);
26. Potenza (Potenza, Matera);
27. Catanzaro (Catanzaro, Cosenza, Reggio Calabria);
28. Catania (Catania, Messina, Siracusa, Ragusa, Enna);
29. Palermo (Palermo, Trapani, Agrigento, Caltanissetta);
30. Cagliari (Cagliari, Sassari, Nuoro);
31. Valle d'Aosta (Aosta).

#### Circoscrizioni del Senato della Repubblica

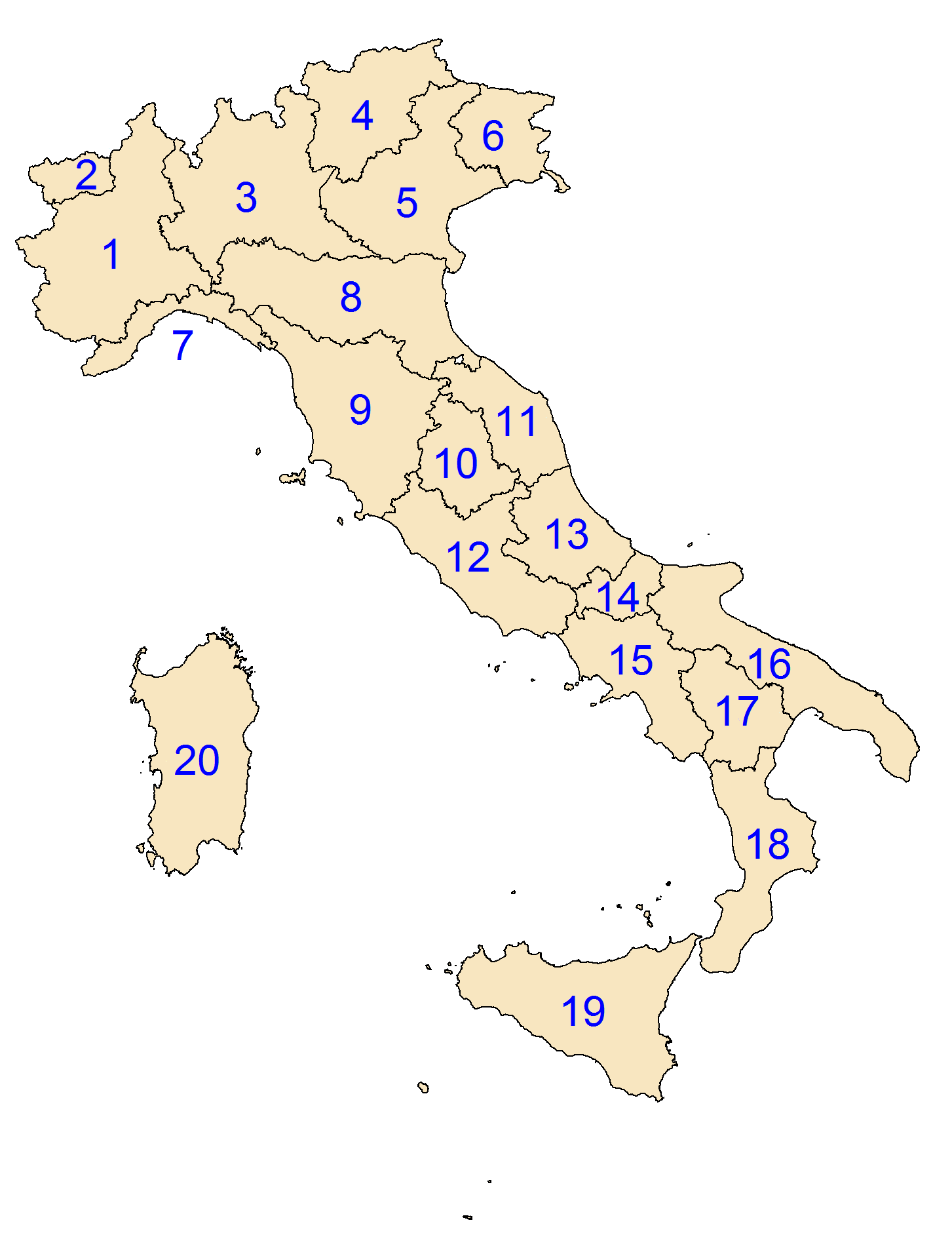
Le circoscrizioni (sbagliate, nel caso del Friuli) per il Senato della Repubblica: nel caso delle Elezioni politiche del 1948, le circoscrizioni furono 20 in seguito alla divisione della circoscrizione di Abruzzi e Molise.

Le circoscrizioni del Senato della Repubblica furono invece quelle imposte dalla Costituzione:
1. Piemonte;
2. Valle D'Aosta;
3. Lombardia;
4. Trentino-Alto Adige;
5. Veneto;
6. Friuli-Venezia Giulia;
7. Liguria;
8. Emilia-Romagna;
9. Toscana;
10. Umbria;
11. Marche;
12. Lazio;
13. Abruzzi;
14. Molise;
15. Campania;
16. Puglia;
17. Basilicata;
18. Calabria;
19. Sicilia;
20. Sardegna.

## Quadro politico

### Dall'esclusione delle sinistre alla firma della Costituzione
Il clima di collaborazione che aveva animato le forze politiche in seguito alla Liberazione era stato presto sostituito da una violentissima contrapposizione ideologica, esacerbata dal contesto internazionale. Nel 1947, il Presidente del Consiglio De Gasperi si recò negli Stati Uniti, ottenendo dal Presidente Harry Truman l'assicurazione di poderosi aiuti economici per la ricostruzione del Paese. Il deficit statale era ingente, il carovita non permetteva a buona parte della popolazione una vita dignitosa, la guerra aveva distrutto edifici e infrastrutture.
Il piano Marshall divenne così un eccellente argomento propagandistico: esaltato dalla DC, fortemente osteggiato dalle sinistre, esso fu subordinato all'emarginazione dei comunisti dal Governo presieduto da De Gasperi, che allora comprendeva ancora i partiti membri del Comitato di Liberazione Nazionale. Nel maggio 1947, a seguito della crisi politica mondiale, il presidente della DC formò un esecutivo che non prevedeva nessun esponente dei socialisti e dei comunisti, mentre erano presenti i socialdemocratici. L'esigenza di dare all'esecutivo una base che raccogliesse il più possibile le forze moderate e socialdemocratiche era avvertita da De Gasperi e dal Segretario di Stato George Marshall, il quale sollecitò la presenza socialdemocratica, dal momento che il partito di Giuseppe Saragat aveva legami privilegiati con il mondo sindacale e politico statunitense.
Lo scontro si spostò ben presto nelle piazze, con scioperi e proteste in diverse occasioni cui seguirono le ferme risposte del Governo che non potevano non rendere ancora più crudo lo scontro in atto. La fine della collaborazione tra tutti i partiti antifascisti non bloccò i lavori, già avanzati, dell'Assemblea Costituente che terminarono il 22 dicembre 1947, con l'approvazione definitiva della Costituzione (concepita sotto l'ossessione di un ritorno della dittatura e tenuta a battesimo, principalmente, da due forze politiche – la cattolica e la marxista – estranee, se non ostili, al Risorgimento). A seguito di ciò l'Assemblea Costituente fu sciolta e furono indette le elezioni politiche.

### Principali forze politiche
| Partito | Partito                             | Collocazione    | Ideologia principale      | Capo politico      | Foto |
| ------- | ----------------------------------- | --------------- | ------------------------- | ------------------ | ---- |
|         | Democrazia Cristiana (DC)           | Centro          | Cristianesimo democratico | Alcide De Gasperi  |      |
|         | Fronte Democratico Popolare (FDP)   | Sinistra        | Socialcomunismo           | Palmiro Togliatti  |      |
|         | Unità Socialista (US)               | Centro-sinistra | Socialdemocrazia          | Giuseppe Saragat   |      |
|         | Blocco Nazionale (BN)               | Centro-destra   | Conservatorismo liberale  | Luigi Einaudi      |      |
|         | Partito Nazionale Monarchico (PNM)  | Destra          | Monarchismo               | Alfredo Covelli    |      |
|         | Partito Repubblicano Italiano (PRI) | Centro-sinistra | Repubblicanesimo          | Randolfo Pacciardi |      |
|         | Movimento Sociale Italiano (MSI)    | Estrema destra  | Neofascismo               | Giorgio Almirante  |      |

## Campagna elettorale
Terminata l'esperienza al governo, e divenuto evidente che l'Italia guidata da Alcide De Gasperi puntava sull'Occidente e al Patto Atlantico, PCI e PSI decisero di fondare un'alleanza elettorale, presentando liste comuni: nacque così il Fronte Democratico Popolare. Durante il Congresso socialista del 18 gennaio 1948, Sandro Pertini sostenne che la lista unica socialcomunista fosse un errore, poiché il partito sarebbe diventato un vassallo del PCI: nella successiva votazione il Congresso socialista si pronunciò a favore del Fronte (con una maggioranza del 99,43%) e delle liste uniche con i comunisti (favorevole il 66,78%). L'ala «destra» del PSI si unì al Partito Socialista dei Lavoratori Italiani (nato dalla «scissione di Palazzo Barberini» nel 1947) a formare la lista Unità Socialista (su 115 deputati dell'Assemblea Costituente, 52 si schierarono con il PSLI), mentre liberali e qualunquisti si unirono nel Blocco Nazionale.
La contrapposizione tra DC e FDP creò una sorta di bipolarismo che rispecchiava fedelmente la divisione politica internazionale: la guerra fredda appena esplosa, infatti, e la divisione del mondo in sfere d'influenza ebbero una grossa ripercussione sulle elezioni italiane. L'unione socialcomunista avvenne nel momento in cui l'URSS pretendeva che i partiti comunisti occidentali acclamassero il lavoro dell'Armata Rossa nell'Europa orientale: puntualmente, PCI e PSI applaudirono le persecuzioni attuate in Cecoslovacchia da Klement Gottwald, in collaborazione con il Ministro dell'Interno Nocek, successivamente al colpo di Stato di febbraio.
La Chiesa cattolica intervenne direttamente nella contesa con l'istituzione dei Comitati Civici, fondati da Luigi Gedda (presidente dell'Azione Cattolica) su suggerimento di Papa Pio XII. Gedda in due settimane riuscì a costituire i Comitati Civici, coinvolgendo numerosi attivisti dell'Azione Cattolica, mobilitando le parrocchie, sacerdoti e anche vescovi, coadiuvato da fidati collaboratori quali Ugo Sciascia, che nel 1952 ne divenne il direttore generale. Lo stesso pontefice disse che la scelta del voto era «con Cristo o contro Cristo», mentre i vescovi di grandi diocesi precisarono che costituiva peccato mortale sia il non votare sia il votare «per le liste e per i candidati che non danno sufficiente affidamento di rispettare i diritti di Dio, della Chiesa e degli uomini».
La fede giocò un ruolo rilevante nella campagna elettorale e fu probabilmente un potente fattore di mobilitazione per i cattolici non interessati alla dialettica politica. La mobilitazione fu ingente: centinaia di migliaia furono i militanti che in ogni parte d'Italia organizzavano comizi, affiggevano manifesti (quelle del 1948 furono le prime elezioni in cui divenne rilevante il ruolo della propaganda cartellonistica), praticavano proselitismo convincendo casa per casa gli elettori indecisi. Per vastità della mobilitazione, numero di votanti e importanza della posta in gioco, le elezioni del 1948 segnano un unicum nella storia delle consultazioni elettorali italiane.
Tra la metà del 1947 e la metà del 1948 gli Stati Uniti fornirono all'Italia un contributo di 300 milioni di dollari per alimentari e medicinali. L'ambasciatore americano James Dunn collaborò con la DC: la stessa America, in particolare gli italoamericani, si sentiva coinvolta nella contesa elettorale e molti americani inviarono lettere a cittadini italiani, di loro conoscenza o non, per esortarli a non votare il FDP, poiché quella scelta avrebbe significato l'esclusione dell'Italia dal piano Marshall, il blocco all'emigrazione italiana negli Stati Uniti e «la maledizione di Dio». Il Fronte disse che, in caso di vittoria, gli aiuti statunitensi sarebbero stati ben accettati, ma il governo di Washington, tramite l'alto funzionario del Dipartimento di Stato Michael McDermott, avvertì che in caso di vittoria comunista gli Stati Uniti avrebbero tolto tutti gli aiuti economici all'Italia.
Gli intellettuali si schierano a favore delle sinistre e un appello dell'Alleanza per la cultura raccolse circa 4.000 firme: molte persone firmarono in maniera opportunista e conformista, dal momento che se la DC avesse vinto la loro adesione allo schieramento opposto non avrebbe avuto ripercussioni, mentre se avesse vinto il Fronte l'averlo appoggiato sarebbe stato di enorme vantaggio. Tra i firmatari ci furono anche uomini di spessore che, in nome del laicismo e della tradizione risorgimentale e anticlericale, finirono per identificare la libertà di pensiero con le sinistre (tra essi Guido Calogero, Giacomo Debenedetti, Giacomo Devoto e Arturo Carlo Jemolo).

## Risultati

### Camera dei deputati

Partiti maggioritari nelle singole circoscrizioni elettorali.

|                                                                  |                                                  |            |       |       |                |         |
| Partito                                                          | Partito                                          | Voti       | %     | Seggi | Differenza (%) | /       |
|                                                                  | Democrazia Cristiana (DC)                        | 12 740 042 | 48,51 | 305   | 13,30          | 98      |
|                                                                  | Fronte Democratico Popolare                      | 8 136 637  | 30,98 | 183   | 8,63           | 36      |
|                                                                  | Unità Socialista                                 | 1 858 116  | 7,07  | 33    | -              | 33      |
|                                                                  | Blocco Nazionale                                 | 1 003 727  | 3,82  | 19    | 8,24           | 52      |
|                                                                  | Partito Nazionale Monarchico (PNM)               | 729 078    | 2,78  | 14    | 0,01           | 2       |
|                                                                  | Partito Repubblicano Italiano (PRI)              | 651 875    | 2,48  | 9     | 1,88           | 14      |
|                                                                  | Movimento Sociale Italiano (MSI)                 | 526 882    | 2,01  | 6     | -              | 6       |
|                                                                  | Partito Popolare Sudtirolese (SVP)               | 124 243    | 0,47  | 3     | -              | 3       |
|                                                                  | Partito dei Contadini d'Italia (PCdI)            | 95 914     | 0,37  | 1     | 0,07           | Stabile |
|                                                                  | Partito Cristiano Sociale (PCS)                  | 72 854     | 0,28  | 0     | 0,06           | 1       |
|                                                                  | Partito Sardo d'Azione (PSd'Az)                  | 61 928     | 0,24  | 1     | 0,10           | 1       |
|                                                                  | Movimento Nazionalista per la Democrazia Sociale | 56 096     | 0,21  | 0     | -              | -       |
|                                                                  | Unione Movimenti Federalisti                     | 52 655     | 0,20  | 0     | 0,54           | 4       |
|                                                                  | Blocco Popolare Unionista                        | 35 899     | 0,14  | 0     | 0,17           | 1       |
|                                                                  | Altre liste                                      | 118 512    | 0,44  | 0     | -              | 11      |
| Totale                                                           | Totale                                           | 26 264 458 | 100   | 574   |                | 18      |
| Schede bianche                                                   | Schede bianche                                   | 164 392    | 0,61  |       |                |         |
| Schede nulle                                                     | Schede nulle                                     | 426 891    | 1,59  |       |                |         |
| Votanti                                                          | Votanti                                          | 26 855 741 | 92,23 |       |                |         |
| Elettori                                                         | Elettori                                         | 29 117 554 | 100   |       |                |         |
| Fonte: Archivio storico delle elezioni - Ministero dell'Interno. |                                                  |            |       |       |                |         |

### Senato della Repubblica

Partiti maggioritari nelle singole circoscrizioni elettorali.

|                                                                  |                                                           |            |       |       |
| Partito                                                          | Partito                                                   | Voti       | %     | Seggi |
|                                                                  | Democrazia Cristiana (DC)                                 | 10 899 640 | 48,11 | 131   |
|                                                                  | Fronte Democratico Popolare                               | 6 969 122  | 30,76 | 72    |
|                                                                  | Blocco Nazionale                                          | 1 222 419  | 5,40  | 7     |
|                                                                  | Unità Socialista (US)                                     | 943 219    | 4,16  | 8     |
|                                                                  | Unità Socialista - Partito Repubblicano Italiano (US-PRI) | 607 792    | 2,68  | 4     |
|                                                                  | Partito Repubblicano Italiano (PRI)                       | 594 178    | 2,62  | 4     |
|                                                                  | Indipendenti                                              | 544 039    | 2,40  | 4     |
|                                                                  | Partito Nazionale Monarchico (PNM)                        | 393 510    | 1,74  | 3     |
|                                                                  | Movimento Sociale Italiano (MSI)                          | 164 092    | 0,72  | 1     |
|                                                                  | Partito Popolare Sudtirolese (SVP)                        | 95 406     | 0,42  | 2     |
|                                                                  | Partito dei Contadini d'Italia (PCdI)                     | 65 925     | 0,29  | 0     |
|                                                                  | Partito Sardo d'Azione (PSd'Az)                           | 65 743     | 0,29  | 1     |
|                                                                  | Unione Movimenti Federalisti                              | 42 880     | 0,19  | 0     |
|                                                                  | Movimento Nazionalista per la Democrazia Sociale          | 27 152     | 0,12  | 0     |
|                                                                  | Altre liste                                               | 22 108     | 0,10  | 0     |
| Totale                                                           | Totale                                                    | 22 657 290 | 100   | 237   |
| Schede bianche                                                   | Schede bianche                                            | 480 104    | 2,01  |       |
| Schede nulle                                                     | Schede nulle                                              | 705 525    | 2,96  |       |
| Votanti                                                          | Votanti                                                   | 23 842 919 | 92,15 |       |
| Elettori                                                         | Elettori                                                  | 25 874 809 | 100   |       |
| Fonte: Archivio storico delle elezioni - Ministero dell'Interno. |                                                           |            |       |       |

## Analisi territoriale del voto

Partiti maggioritari nelle singole province per la Camera.

La Democrazia Cristiana ottiene un notevole aumento di consensi in tutto il Paese. Particolarmente rilevanti sono quelli delle regioni centro-meridionali, con incrementi che superano il 20% dei voti nella Provincia di Frosinone e in Provincia di Salerno. Meno imponenti, seppur superiori al 5%, quelli delle regioni centrali, mentre nel Nord la percentuale di voti guadagnati è allineata con quella nazionale. A seguito di ciò, la distribuzione del consenso democristiano risulta più omogeneo rispetto alle precedenti elezioni, anche se la DC resta ancora molto radicata nell'Alta Lombardia e nel Triveneto, superando il 70% dei consensi a Vicenza e Bergamo, e in Provincia di Lucca, in Abruzzo e nel Lazio. Si confermano invece ostili al partito le regioni dell'Italia centrale. Infine si portano al di sopra della media nazionale le percentuali nell'Italia meridionale mentre quelle del Nord-Ovest scendono al di sotto del risultato nazionale.
Il Fronte Democratico Popolare non conferma i risultati di PCI e PSIUP nelle precedenti elezioni, ma la distribuzione geografica di questo calo di consensi non è per niente omogenea. Infatti è nel nord Italia che può essere localizzata l'emorragia di voti, con decrementi generalmente superiori al 10% e talvolta anche oltre il 20%, che sono solo in parte compensati dal risultato dei socialdemocratici. Anche nell'Italia centrale si registrano decisi cali per le forze di sinistra, ma più contenuti. In netta controtendenza i risultati del Centro-Sud, dove il FDP incrementa i propri consensi, soprattutto in Calabria e Campania. In queste zone, tuttavia, sia i socialisti che i comunisti si erano rivelati particolarmente deboli e infatti, nonostante gli incrementi, le percentuali restano inferiori alla media nazionale, salvo alcune eccezioni come la Sicilia meridionale e la Provincia di Foggia. Le sinistre si confermano molto deboli anche nel Triveneto e nell'Alta Lombardia. Nonostante il calo di consensi, gli ottimi risultati delle precedenti elezioni rendono le cosiddette «regioni rosse» (Emilia-Romagna, Toscana, Umbria e Marche settentrionali) le zone più forti del FDP, con risultati anche superiori al 60%. A queste si aggiungono, seppur con risultati più modesti, anche il Nord-Ovest, il mantovano e il Polesine.
L'Unità Socialista ottiene ottimi risultati nell'Italia settentrionale, dove si aggira tra l'8 e il 10% dei voti. Particolarmente rilevanti sono i risultati tra le province di Belluno e Udine, dove tocca il 15%. Nell'Italia centrale i consensi sono in linea con la media nazionale (anche se in qualche caso inferiori), mentre i risultati del Sud sono nettamente al di sotto della media, con qualche eccezione come la Basilicata e la Sicilia orientale, dove riscuote ottimi consensi.
Il Blocco Nazionale perde gran parte del consenso che avevano accumulato, nelle precedenti elezioni, l'UDN e il FUQ. Nel Centro-Nord il calo è piuttosto contenuto, ma in queste zone i due partiti non avevano ottenuto grande successo. Al contrario al Sud, con pochissime eccezioni, si assiste a dei veri e propri tracolli, spesso superiori al 20%, con punte del -30% registrate in Provincia di Napoli. Nonostante ciò i liberali si confermano radicati quasi esclusivamente al Sud dove ottengono risultati molto al di sopra della media nazionale, con l'eccezione della Sicilia centrale. Nel Centro-Nord si registrano risultati rilevanti solo nel Piemonte occidentale e in Friuli-Venezia Giulia.
Il Partito Nazionale Monarchico risulta stabile rispetto alle precedenti elezioni. Ciò è conseguenza di un calo di consensi nel Nord, non compensato dal fatto che si presenta in molte circoscrizioni dove prima era assente, e di una leggera crescita al Sud. In quest'area però il confronto è molto variegato. Si alternano crescite considerevoli in Campania, Sicilia e Basilicata e drastici cali in Calabria e nel Salento, dove arriva a perdere anche il 20% dei voti. Il PNM conferma il suo forte radicamento nel Mezzogiorno, con l'eccezione di Calabria e Sardegna. Pessimi risultati invece provengono dalle regioni del Centro-Nord, dove molto spesso non raggiunge il punto percentuale.
Il Partito Repubblicano Italiano arretra su tutto il territorio nazionale. In particolare perde molti consensi nell'Italia centrale, che però si conferma ancora la zona più forte dei repubblicani, soprattutto nella Romagna, nelle Marche e sulla costa toscana. Altre zone in cui ottiene un buon consenso sono la Calabria e la Provincia di Trapani. Nel resto del Paese il PRI risulta piuttosto debole e generalmente in calo rispetto alle precedenti consultazioni.
Il Movimento Sociale Italiano vede pervenire la maggior parte dei suoi consensi dal Centro-Sud, dove ottiene risultati superiori al 5% in Calabria e nelle province di Roma e Napoli. Al Nord invece risulta molto debole, spesso sotto l'1% dei voti.
Rispetto alle precedenti elezioni la DC conferma il primato in quasi tutte le province, conquistando Ancona e Aosta e perdendo Vercelli. Inoltre i vantaggi aumentano considerevolmente soprattutto nelle zone più forti dei democristiani, cioè nel Nord-Est e nel Centro-Sud, dove talvolta riesce a distaccare il secondo partito di più del 50%. Meno consistenti i distacchi in Calabria, in alcune parti della Puglia e nel sud della Sicilia mentre il Nord-Ovest si conferma una zona molto contesa, con vantaggi da parte di entrambi i partiti molto risicati. Il FDP si rafforza notevolmente nelle «Regioni Rosse» accumulando vantaggi anche superiori al 30%.

Democrazia Cristiana.
Fronte Democratico Popolare.
Unità Socialista.
Blocco Nazionale.
Partito Nazionale Monarchico.
Partito Repubblicano Italiano.
Movimento Sociale Italiano.
Distacco tra primo e secondo partito.

## Conseguenze del voto
Le elezioni furono importanti perché fissarono per lungo tempo alcuni capisaldi della Repubblica italiana: il pluralismo polarizzato che prevedeva una DC sempre vincente; l'esclusione dei comunisti da ogni esecutivo; l'adesione dell'Italia al blocco occidentale; la forte appartenenza ideologica; la presenza di forti partiti di massa; l'adesione a due concezioni della società oltre che a dei meri partiti politici; la bassa mobilità elettorale; il sistema elettorale proporzionale puro; una mappa geopolitica che vedeva le sinistre forti nel Centro-Nord, la DC nel Triveneto e le destre al Sud; la contrapposizione comunismo-anticomunismo; la trasformazione dell'avversario politico in nemico da delegittimare; l'influenza più o meno marcata delle gerarchie ecclesiastiche nella politica.
De Gasperi commentò i risultati affermando: «Credevo che piovesse, non che grandinasse». Circa un mese dopo il voto Togliatti, secondo alcune testimonianze, era contento di aver perso le elezioni, mentre durante un dibattito preelettorale ostentò preoccupazione da un eventuale successo, dichiarando: «Se per combinazione avessimo la maggioranza alle elezioni, chi di voi sarebbe all'altezza di reggere alla situazione, se fate politica con il sentimento e non con il calcolo?».
Il nuovo Parlamento fu chiamato a eleggere il nuovo Presidente della Repubblica. Dopo la rinuncia di De Nicola, De Gasperi propose come candidato Carlo Sforza, ma a causa dei franchi tiratori e dell'opposizione dei socialdemocratici la candidatura fu ritirata (dopo le prime due votazioni). Tramontato Sforza, il nuovo candidato fu Luigi Einaudi, mentre le sinistre proposero Vittorio Emanuele Orlando: al quarto scrutinio Einaudi fu eletto Capo dello Stato con 518 voti, contro i 320 di Orlando.

### Il centrismo
L'esito delle elezioni fu nettamente favorevole alla Democrazia Cristiana. La propaganda anticomunista, gli aiuti economici americani, il ruolo della fede, l'adesione a un sistema democratico occidentale piuttosto che a uno comunista ebbero la meglio. Ma c'era anche dell'altro: più si avvicinavano le elezioni più cresceva la massa dei capitali fuggiti all'estero, spesso seguita da coloro che li avevano esportati.
Dando prova di intelligenza politica, al fine di non inimicarsi altri settori dello scacchiere politico, De Gasperi scelse di non costituire un esecutivo monocolore democristiano, pur avendone i numeri, ma di avvalersi dei partiti minori che lo avevano appoggiato nei precedenti esecutivi: PRI, PLI e i PSLI. Nacque così il quinto governo De Gasperi, a cui sarebbero succeduti altri due esecutivi sempre presieduti dal capo democristiano. S'iniziava quindi una nuova fase politica, dopo quella della collaborazione, imperniata sulla DC come forza dominante e che, per tale motivo, venne chiamata fase del centrismo.

## Controversie
Alcuni documenti segreti statunitensi declassificati testimoniano come la CIA abbia fornito sostegno economico ed equipaggiamento militare ai partiti centristi italiani per le elezioni politiche italiane del 1948. Tale sostegno è confermato anche da F. Mark Wyatt, ex agente della CIA operante in Italia. Il 16 febbraio 2018, l'ex direttore della CIA James Woolsey ha dichiarato in un'intervista televisiva che l'esito delle elezioni fu probabilmente influenzato al fine di favorire la sconfitta del Fronte Democratico Popolare.
In caso di vittoria dei comunisti alle elezioni, la CIA prevedeva di impedirgli l'accesso al potere tramite la falsificazione dei risultati elettorali o con la forza. La CIA pubblicò anche lettere false per screditare i capi del Partito Comunista Italiano. Le agenzie degli Stati Uniti intrapresero una campagna di scrittura di almeno dieci milioni di lettere, fecero numerose trasmissioni radiofoniche a onde corte e finanziarono la pubblicazione di libri e articoli, che mettevano in guardia gli italiani dalle conseguenze di una vittoria comunista.
La CIA si oppone alla declassificazione completa di tutti i documenti segreti sull'influenzamento di queste elezioni.

## Filmografia
- Don Camillo e l'onorevole Peppone, regia di Carmine Gallone, con Fernandel e Gino Cervi (1955).